# Apolline Garrien
Apolline Garrien, né le 15 novembre 1989, est une joueuse de pétanque française. 

## Clubs
- ?- : Boule Quetignoise (Côte d'Or)

## Palmarès

### Séniors

#### Championnats de France
- Triplette 2018 (avec Chantal Salaris et Nadège Rodrigues) : Boule Quetignoise[1],[2]

Finaliste
- Doublette 2019 (avec Chantal Salaris) : Boule Quetignoise